# Liste der Baudenkmäler in Sankt Englmar

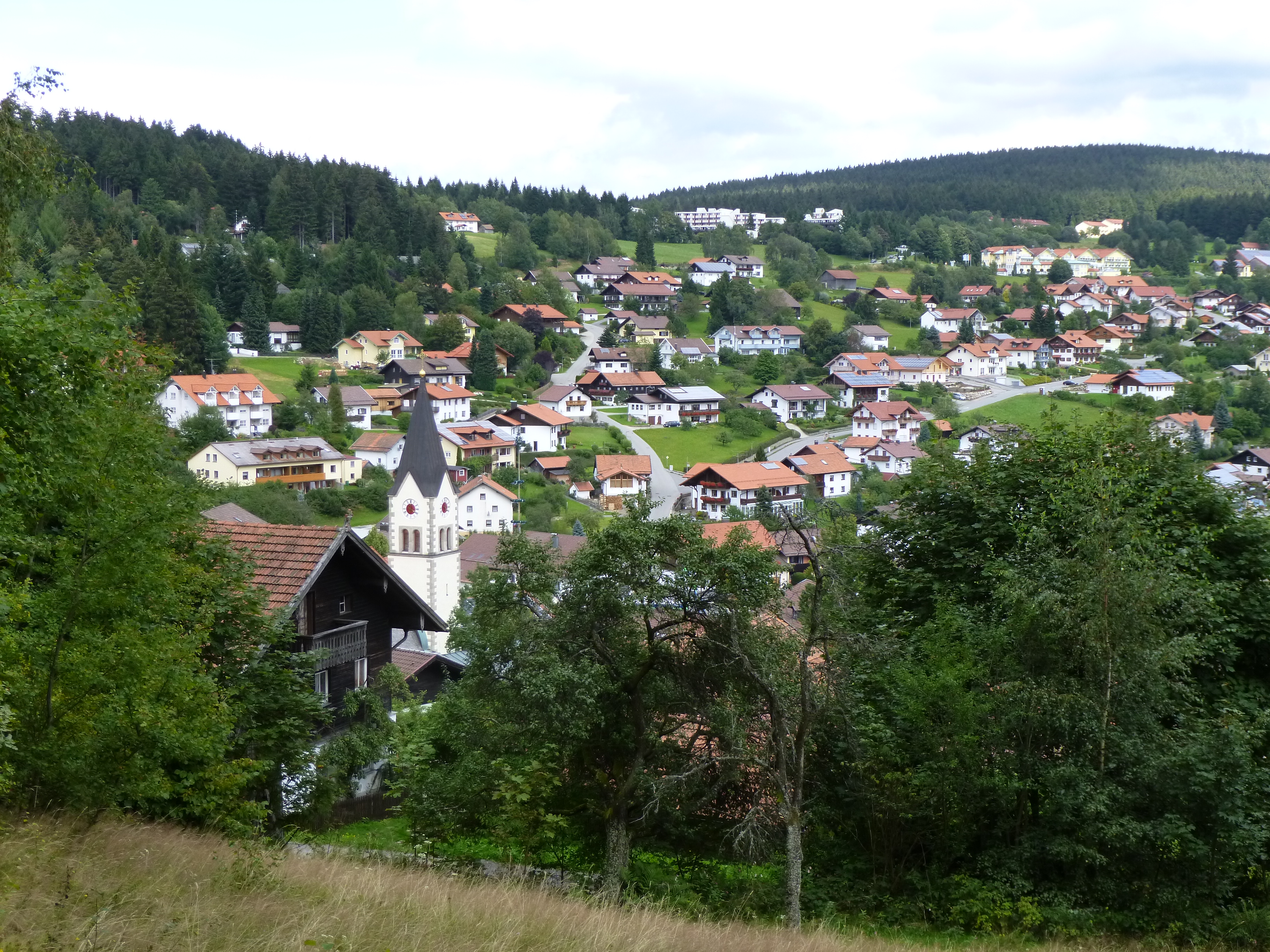
Blick auf Sankt Englmar

Auf dieser Seite sind die Baudenkmäler in der niederbayerischen Gemeinde Sankt Englmar zusammengestellt. Diese Tabelle ist eine Teilliste der Liste der Baudenkmäler in Bayern. Grundlage ist die Bayerische Denkmalliste, die auf Basis des Bayerischen Denkmalschutzgesetzes vom 1. Oktober 1973 erstmals erstellt wurde und seither durch das Bayerische Landesamt für Denkmalpflege geführt wird. Die folgenden Angaben ersetzen nicht die rechtsverbindliche Auskunft der Denkmalschutzbehörde.

## Baudenkmäler nach Ortsteilen

### Sankt Englmar
| Lage                        | Objekt                           | Beschreibung | Akten-Nr.             | Bild           |
| --------------------------- | -------------------------------- | --- | --------------------- | -------------- |
| Kirchplatz 1 (Standort)     | Katholische Pfarrkirche          | erbaut 1656 über spätgotischem Kern, Turm 1892, Langhauserweiterung 1901; mit Ausstattung; Friedhofskapelle St. Englmar, ovaler Zentralbau um 1700         | D-2-78-184-1 Wikidata | weitere Bilder |
| Leonhardisteig 3 (Standort) | Waldlerhaus                      | zum Teil Blockbau, der massive Türsturz bezeichnet 1847 | D-2-78-184-3 Wikidata | weitere Bilder |
| Pfarrhofweg 4 (Standort)    | Ehemaliges Pfarrhaus             | stattlicher, das Ortsbild beherrschender Walmdachbau, zweite Hälfte 18. Jahrhundert; Traidkasten, Blockbauobergeschoss und Flachdach, Ende 18. Jahrhundert | D-2-78-184-5 Wikidata | weitere Bilder |
| Leonhardisteig 4 (Standort) | Katholische Kapelle St. Leonhard | spätgotisch, um 1480; mit Ausstattung | D-2-78-184-6 Wikidata | weitere Bilder |
| (Standort)                  | Bildstock                        | mit Figur des Hl. Englmar, 1723, nördlich der Leonhardskapelle                                                                                             | D-2-78-184-7 Wikidata | weitere Bilder |
| ()                          | Steinkreuz                       | bezeichnet 1467, Granit, an der Straße nach Viechtach | D-2-78-184-8 Wikidata |                |

### Glashütt
| Lage                  | Objekt      | Beschreibung                                    | Akten-Nr.             | Bild           |
| --------------------- | ----------- | ----------------------------------------------- | --------------------- | -------------- |
| Glashütt 1 (Standort) | Ortskapelle | erste Hälfte 19. Jahrhundert; mit Totenbrettern | D-2-78-184-9 Wikidata | weitere Bilder |

### Großwiese
| Lage                   | Objekt               | Beschreibung                                               | Akten-Nr.              | Bild           |
| ---------------------- | -------------------- | ---------------------------------------------------------- | ---------------------- | -------------- |
| Klosterholz (Standort) | Kapelle Weiße Marter | 18./frühes 19. Jahrhundert; mit Ausstattung; beim Mühlberg | D-2-78-184-11 Wikidata | weitere Bilder |

### Grün
| Lage               | Objekt                   | Beschreibung                                                 | Akten-Nr.              | Bild               |
| ------------------ | ------------------------ | ------------------------------------------------------------ | ---------------------- | ------------------ |
| Grün 1 (Standort)  | Ehemaliges Wohnstallhaus | Obergeschoss in Blockbau, Mitte 19. Jahrhundert, Dach später | D-2-78-184-12 Wikidata | weitere Bilder     |
| Grün 13 (Standort) | Hierzu Traidkasten       | Obergeschoss-Blockbau, erste Hälfte 19. Jahrhundert          | D-2-78-184-14 Wikidata | Hierzu Traidkasten |

### Haidberg
| Lage                  | Objekt  | Beschreibung                 | Akten-Nr.              | Bild    |
| --------------------- | ------- | ---------------------------- | ---------------------- | ------- |
| Haidberg 2 (Standort) | Kapelle | erste Hälfte 19. Jahrhundert | D-2-78-184-15 Wikidata | Kapelle |

### Hilm
| Lage                         | Objekt                                              | Beschreibung                     | Akten-Nr.              | Bild                                                |
| ---------------------------- | --------------------------------------------------- | -------------------------------- | ---------------------- | --------------------------------------------------- |
| Hilm 2 (Standort)            | Bauernhaus mit Blockbau-Obergeschoss                | 18./19. Jahrhundert              | D-2-78-184-16          | BW                                                  |
| Hilm 3 (Standort)            | Kleinhaus mit Blockbau-Obergeschoss und Giebellaube | zweite Hälfte 18. Jahrhundert    | D-2-78-184-17 Wikidata | Kleinhaus mit Blockbau-Obergeschoss und Giebellaube |
| Hilm 8 (Standort)            | Waldlerhaus in Blockbau                             | 18./19. Jahrhundert              | D-2-78-184-18 Wikidata | weitere Bilder                                      |
| Hilm 10, Hilm 10a (Standort) | Bauernhaus mit Blockbau-Obergeschoss                | bezeichnet 1883                  | D-2-78-184-19 Wikidata | BW                                                  |
| in Hilm (Standort)           | Wegkapelle                                          | 19. Jahrhundert; mit Ausstattung | D-2-78-184-20 Wikidata | weitere Bilder                                      |

### Klinglbach
| Lage                                                                                | Objekt                             | Beschreibung                                                                                       | Akten-Nr.              | Bild           |
| ----------------------------------------------------------------------------------- | ---------------------------------- | -------------------------------------------------------------------------------------------------- | ---------------------- | -------------- |
| in Klinglbach (Standort)                                                            | Katholische Filialkirche St. Maria | 1886; mit Ausstattung                                                                              | D-2-78-184-21 Wikidata | weitere Bilder |
| Klinglbach 1 (Standort)                                                             | Hierzu geständerter Traidkasten    | großer, geständerter Blockbau-Stadel und Zuhaus mit Blockbau-Obergeschoss; alle Gebäude um 1820/40 | D-2-78-184-22 Wikidata | weitere Bilder |
| Klinglbach 4 (Standort)                                                             | Wohnstallhaus                      | Obergeschoss verschindelter Blockbau, über Haustür bezeichnet 1872.                                | D-2-78-184-23 Wikidata | Wohnstallhaus  |
| Klinglbach 5 (Standort)                                                             | Flachdachhaus                      | Obergeschoss verschindelter Blockbau, zweites Viertel 19. Jahrhundert                              | D-2-78-184-24 Wikidata | Flachdachhaus  |
| Klinglbach 6 (Standort)                                                             | Ehemaliges Bauernhaus              | Waldlertyp in Blockbau, zum Teil verschalt, im Kern Ende 18. Jahrhundert                           | D-2-78-184-25          | weitere Bilder |
| Südöstlich des Ortes in der Nähe des Bernhardsbachs, Auffahrt Hinterwies (Standort) | Feldkapelle                        | Ende 17. Jahrhundert; gemauerter Bau mit gekröpftem Satteldach, Rundbogennische im Giebel.         | D-2-78-184-27 Wikidata | weitere Bilder |
| Bernhardsberg am Fußweg nach Klinglbach (Standort)                                  | Bernhardikapelle                   | Kapelle aus Bruchsteinen mit Schindeldach; mit Kreuzweg, 1924                                      | D-2-78-184-28          | weitere Bilder |

### Klingldorf
| Lage                  | Objekt    | Beschreibung             | Akten-Nr.              | Bild |
| --------------------- | --------- | ------------------------ | ---------------------- | ---- |
| an der Hauptstraße () | Bildstock | Granit, bezeichnet 1844; | D-2-78-184-29 Wikidata |      |

### Kolmberg
| Lage                  | Objekt                     | Beschreibung                 | Akten-Nr.              | Bild |
| --------------------- | -------------------------- | ---------------------------- | ---------------------- | ---- |
| Kolmberg 5 (Standort) | Hierzu kleines Waldlerhaus | erste Hälfte 19. Jahrhundert | D-2-78-184-30 Wikidata | BW   |

### Münchszell
| Lage                    | Objekt           | Beschreibung                                                          | Akten-Nr.              | Bild |
| ----------------------- | ---------------- | --------------------------------------------------------------------- | ---------------------- | ---- |
| Münchszell 4 (Standort) | Kleiner Hakenhof | Obergeschoss-Blockbau mit verbrettertem Giebelschrot, bezeichnet 1818 | D-2-78-184-31 Wikidata | BW   |

### Rettenbach
| Lage                     | Objekt      | Beschreibung | Akten-Nr.              | Bild           |
| ------------------------ | ----------- | --- | ---------------------- | -------------- |
| (Standort)               | Ortskapelle | 1880; mit Ausstattung und Totenbrettern | D-2-78-184-33 Wikidata | weitere Bilder |
| Rettenbach 12 (Standort) | Waldlerhaus | Einfirsthof, Waldlerhaus in Blockbauweise, eingeschossig mit Kniestock und später aufgesteiltem Satteldach, 1674 (dendro. dat.), angebaute Scheune später. | D-2-78-184-34 Wikidata | weitere Bilder |
| Rettenbach 24 (Standort) | Traidkasten | Hierzu zweigeschossiger Traidkasten mit Steildach, Mitte 19. Jahrhundert; dazu Nebengebäude mit Blockbau-Obergeschoss, erste Hälfte 19. Jahrhundert        | D-2-78-184-35 Wikidata | weitere Bilder |

### Unterhaag
| Lage                   | Objekt                          | Beschreibung          | Akten-Nr.              | Bild |
| ---------------------- | ------------------------------- | --------------------- | ---------------------- | ---- |
| Unterhaag 1 (Standort) | Hierzu geständerter Traidkasten | Mitte 19. Jahrhundert | D-2-78-184-36 Wikidata | BW   |